# Santiago de Huari (gemeente)
Santiago de Huari is een gemeente (municipio) in de Boliviaanse provincie Sebastián Pagador in het departement Oruro. De gemeente telt naar schatting 15.957 inwoners (2018). De hoofdplaats is Santiago de Huari.